# Tromikosoma
Genre
Synonymes
- Echinosoma Pomel, 1883[1]

Tromikosoma est un genre d’oursins (échinodermes) réguliers abyssaux de la famille des Echinothuriidae.

## Liste des espèces
Selon World Register of Marine Species (10 septembre 2020) :
- Tromikosoma australe (Koehler, 1922)
- Tromikosoma hispidum (nl) (A. Agassiz, 1898)
- Tromikosoma koehleri Mortensen, 1903
- Tromikosoma panamense (A. Agassiz, 1898)
- Tromikosoma rugosum Anderson, 2016
- Tromikosoma tenue (A. Agassiz, 1879)
- Tromikosoma uranus (Thomson, 1877)

## Galerie

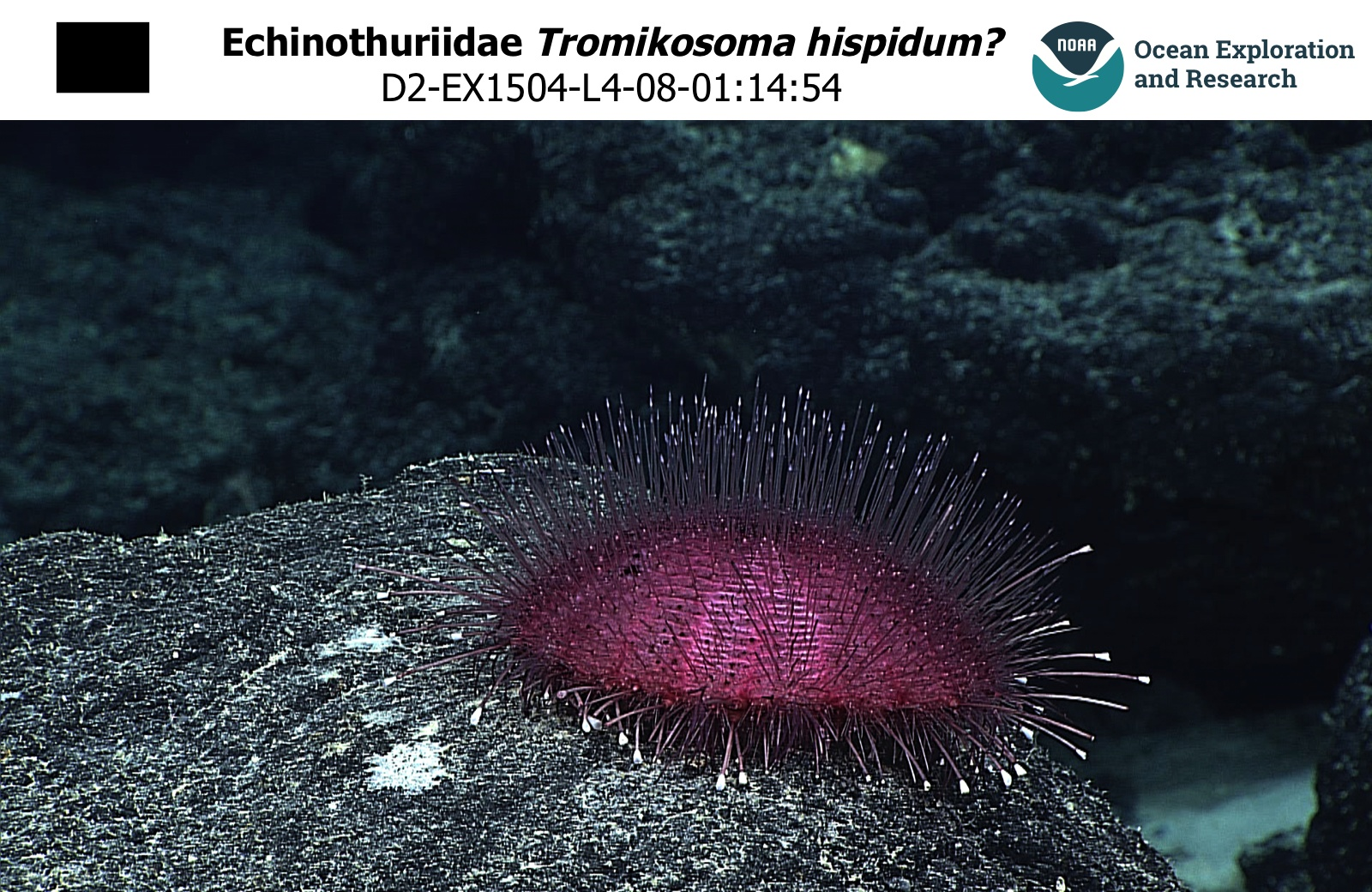
Tromikosoma hispidum.

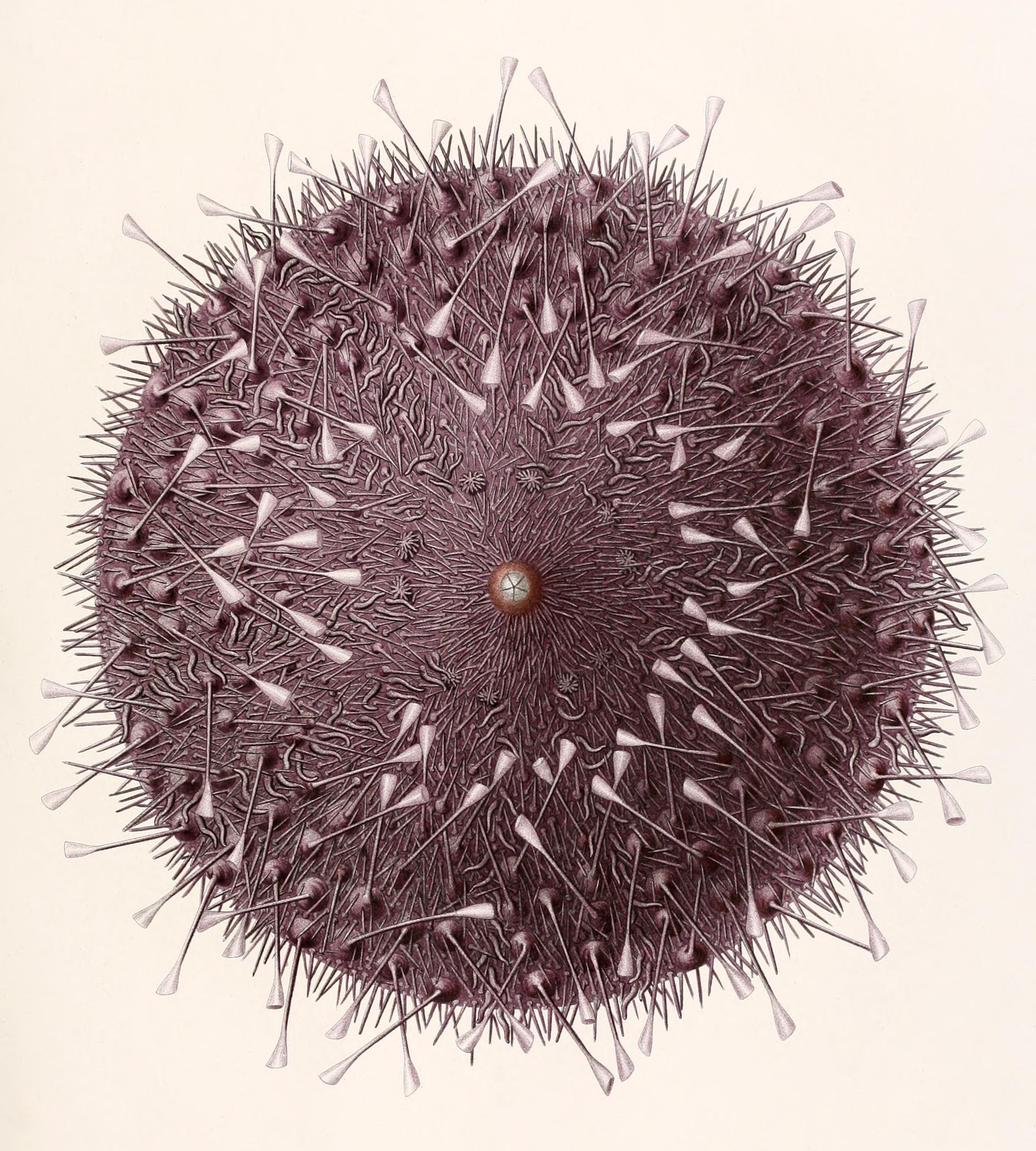
Tromikosoma uranus (dessin de la face inférieure)
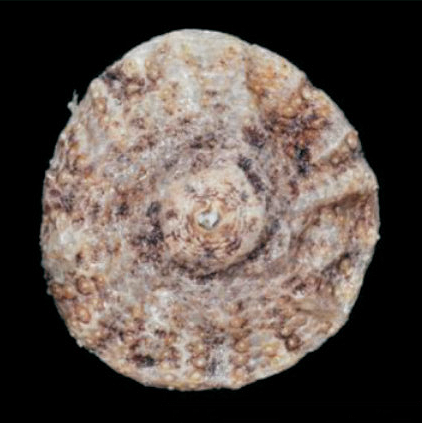
Tromikosoma uranus (aspect d'un individu remonté par chalutage puis préservé en Muséum)